# Danh sách tàu của Hải quân Nga đang hoạt động

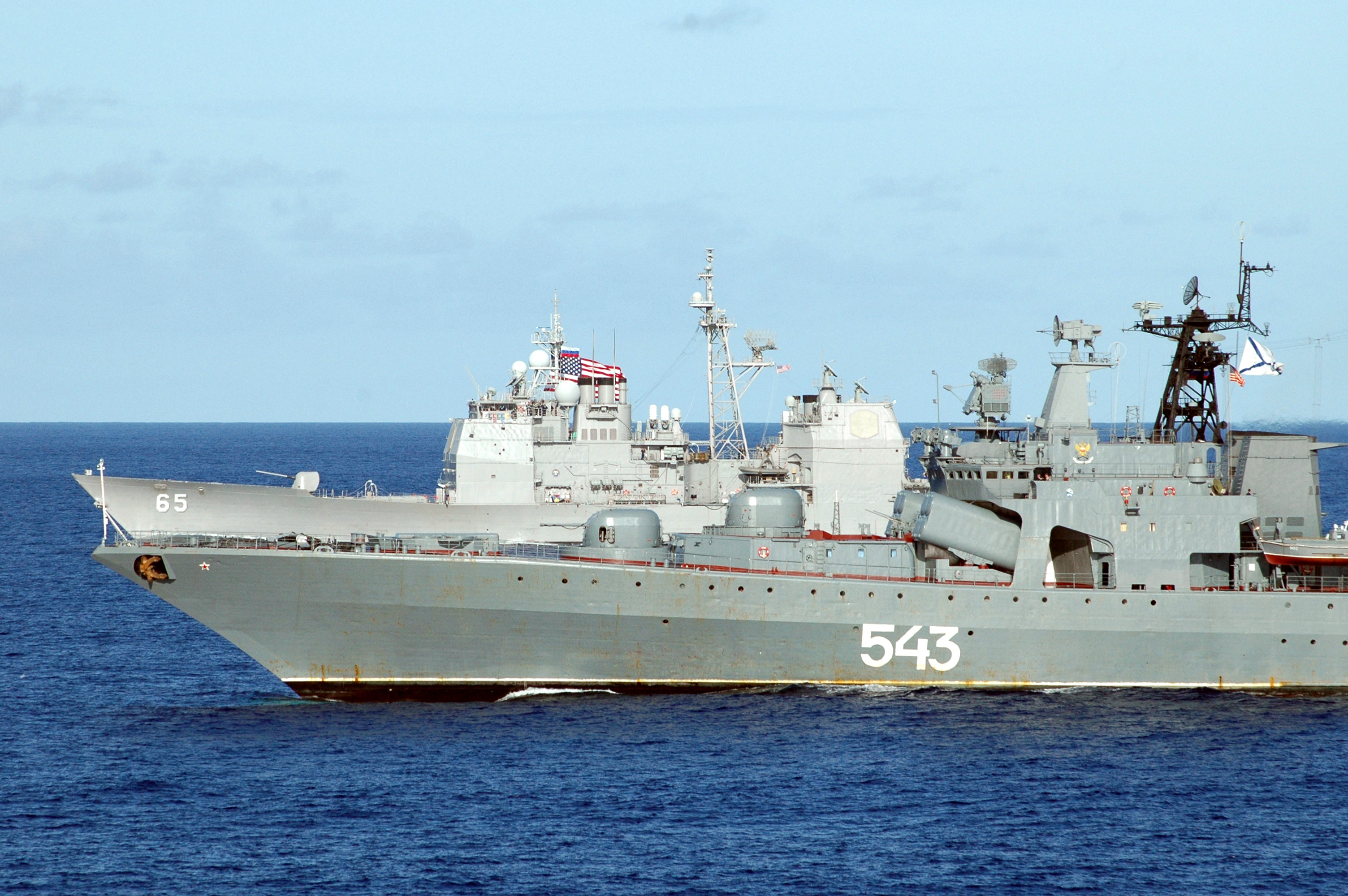
Chiến hạm Nguyên soái Shaposhnikov thuộc lớp Udaloy của Hải quân Nga (phía gần) và chiến hạm USS Chosin của Hải quân Hoa Kỳ (ở xa) trong đợt diễn tập chung năm 2006

Lực lượng Hải quân Nga ước tính hiện có khoảng 142.000 sĩ quan và thủy thủ, chủ yếu phân bổ vào các hạm đội tàu chiến gồm tàu nổi và tàu ngầm, của 4 hạm đội:
- Hạm đội Baltic (Sở chỉ huy tại Baltiysk).
- Hạm đội Thái Bình Dương Nga (Sở chỉ huy tại Vladivostok).
- Hạm đội Phương Bắc (Sở chỉ huy tại Severomorsk).
- Hạm đội Biển Đen (Sở chỉ huy tại Sevastopol) [2]

Dưới đây là danh sách các tàu chiến đang được Hải quân Nga sử dụng.

## Tàu ngầm
- Nhóm tàu ngầm tên lửa đạn đạo (ký hiệu '''SSBN'''): 12 (7 hiện dịch, 5 bảo dưỡng)
  - 2 Tàu ngầm lớp Delta|Tàu ngầm lớp Delta III: (1 bảo dưỡng)
  - 4 Tàu ngầm lớp Delta|Tàu ngầm lớp Delta IV:(2 đang bảo dưỡng)[3]
  - 2 Tàu ngầm lớp Typhoon (2 bảo dưỡng)
  - 1 Tàu ngầm lớp Borei (1 thử nghiệm,)
- [[Nhóm tàu ngầm hạt nhân tấn công (ký hiệu SSN): 19 (16 hiện dịch, 3 bảo dưỡng)
  - 1 Tàu ngầm lớp Sierra 1 (1 bảo dưỡng),
- 1 tàu lớp Sierra II
  - 10 Tàu ngầm lớp Akula (2 bảo dưỡng)
  - 4 Tàu ngầm lớp Victor III
  - Nhóm tàu ngầm hạt nhân bắn tên lửa (ký hiệu SSGN) lớp Oscar: 7 (5 hiện dịch, 2 bảo dưỡng)
- Nhóm tàu ngầm diesel (ký hiệu SSK): 20
  - 15 Tàu ngầm lớp Kilo(4 bảo dưỡng)
  - 1 Tàu ngầm lớp Lada (1 thử nghiệm)
  - 1 Tàu ngầm lớp Tango (đang bảo dưỡng)
- Các tàu ngầm phụ trợ: 7 3 tàu lớp 1910 Kashalot/Uniform, 3 tàu lớp 1851 X-RAY,1 tàu lớp 1083.1 Paltus [4]

## Các tàu nổi chiến lược - chiến thuật[5]
- Tàu sân bay (Aircraft Carriers):
- 1 Tàu sân bay lớp Admiral Kuznetsov
- Tàu tuần dương hạm (Cruisers): (5)
- 1 Tàu tuần dương lớp Kirov (1 đang sửa chữa)
- 2 Tàu tuần dương lớp Slava (1 đang sửa chữa)
- Tàu khu trục (Destroyers) (19):
- 1 Tàu khu trục lớp Kara
- 8 Tàu khu trục lớp Udaloy (1 bảo dưỡng)
- 6 Tàu khu trục lớp SOVREMENNYY (2 bảo dưỡng) [6],
- 1 Tàu khu trục lớp Kashin
- Tàu khinh hạm (Frigates) (6):
- 2 Tàu khu trục hạng nhẹ lớp Krivak I,
- 1 Tàu khu trục hạng nhẹ lớp Krivak II,
- 2 Tàu khu trục hạng nhẹ lớp Neustrashimy,
- 1 Tàu khu trục hạng nhẹ lớp Gepard
- Tàu hộ tống (corvettes)) (84):
- 2 Tàu hộ tống lớp Steregushchy
- 28 Tàu hộ tống lớp Tarantul (4 tàu bảo dưỡng)
- 7 Tàu hộ tống lớp Parchim I/II
- 21 Tàu hộ tống lớp Grisha
- 13 Tàu hộ tống lớp Nanuchka
- 3 tàu lớp 206M Shtorm /Turya,
- 2 tàu lớp 1239 E Sivuch class,
- 1 tàu pháo lớp 21630 Buyan,
- 10 tàu lớp 1242 Molniya /Pauk

## Tàu tuần tiễu
- Tàu hộ tống phóng lôi (FSG): 41
- Tàu tuần tra (PCF): 21
- Tàu cánh ngầm tuần tra (PTF): 5
- Tàu đệm khí phóng lôi: 2 (thuộc lớp Bora

## Tàu đổ bộ
http://www.warfare.ru/?catid=272&title=littoral-warfare
- Landing ship dock (LSD): 5 tàu lớp Alligator (1 bảo dưỡng)
- Landing ship tank (LST): 13 tàu lớp Ropucha (1 bảo dưỡng)
- Landing ship hovercraft: 4 xuồng đệm hơi lớp Pomornic I/II

6 tàu lớp Polnocny-B

## Tàu phá lôi
- Tổng cộng 34 tàu: 8 tàu lớp 10750 Lida, 22 tàu lớp 1265 Yakhont/Sonya (21 hiện dịch, 1 bảo dưỡng), 2 tàu lớp Zheleznyakov / Gorya, 10 tàu lớp Akvamarine/Natya I/II

## Tàu bổ trợ
- Tàu tiếp dầu (Fleet oilers)): 13 gồm 5 tàu lớp Boris Chilikin, 5 tàu lớp 160 Alyay, 2 tàu lớp Dubna, 1 tàu Kaliningradneft
- Tàu giám sát điện tử (Surveillance ships): 71 gồm 2 tàu lớp Belomor'ye /Lira/Balzam (1 hiện dịch, 1 dự bị), 2 tàu lớp 503M, 3 tàu lớp 861M Converted Moma, 7 tàu lớp 864 Vishnya, 2 tàu khảo sát bờ biển lớp Ayristo/Vinograd, 22 tàu khảo sát bờ biển lớp 872 Finik, 7 tàu khảo bờ biển lớp 871 Biya, 8 tàu khảo sát bờ biển lớp 870 Kamenka, 6 tàu khảo sát bờ biển lớp 861 Moma, 10 tàu nghiên cứu đại dương lớp 862 Yug, 2 tàu nghiên cứu đại dương lớp 873 Sibirykov
- Logistic support: 29 gồm 2 tàu nước thải hạt nhân lớp 1151.0 Belyanka,

## Lực lượng tuần duyên
- Russian Coast Guard formerly known as the Maritime Guard of the Border Service under Federal Security Service. This performs the role of a coastguard[7].
- Frigates (FFG): 6 (1 reserve)
- Light Frigates (FFL): 12
- Offshore Patrol Vessels: 27
- Patrol Icebreakers: 6
- Patrol boats (PCF): 66
- River craft: 22